# عشاء توم (أغنية)
عشاء توم أو تومز دينر (بالإنجليزية: Tom's Diner) هي أغنية للمغنية الأمريكية سوزان فيغا. صدرت بدايةً كأغنية من عدد أبريل من ألبوم مجلة فاكس فولك الموسيقية. عندما تواجدت الأغنية في واحد من ألبوماتها الغنائية، صدرت كالأغنية الأولى من ألبومها «سولتود ستاندنع» عام 1987. واستخدمت الأغنية كأساس لنسخ الريمكس التي تقوم بها فرقة دي إن إيه عام 1990.

## الأغنية الأصلية
عشاء توم هو اسم مقهى في مدينة نيويورك، وكانت سوزان قد كتبت الأغنية ما بين سنتي 1981 و1982، في الأصل، كانت الأغنية عبارة عن قطعة موسيقى بيانو مع صوت الفنانة، وبما أن فيغا لا تجيد العزف على آلة البيانو، قررت جعلها أغنية.
تم إصدار الأغنية سنة 1987، وقد لقيت الأغنية نجاحا محدودا نسبيا، حيث احتلت المرتبة 58 في بريطانيا، والمرتبة 56 في السويد، ثم المرتبة 24 في الدنمارك.

### نسخة جورجيو مورودر
قام المغني الإيطالي جورجيو مورودر بصنع نسخة جديدة من الأغنية وشاركته فيها المغنية الأمريكية بريتني سبيرز، ووضعها في ألبومه «ديجا-فو» وصدرت بتاريخ 12 يونيو 2015. على الرغم من عدم صدورها كمنفردة، إلا أنها أصبحت أعلى أغانيه مبيعاً رقمياً. أخذت الأغنية المركز الثامن والثلاثون في قائمة البيلبورد لأفضل الأغاني الراقصة في الولايات المتحدة.